# 전수.
《전수.》(일본어: 全修。 젠슈[*])는 MAPPA 제작에 의한 일본의 텔레비전 애니메이션이다. 2025년 1월부터 3월까지 TV 도쿄 계열 등에서 방송되었다. 애니메이션 업계를 무대로 한 오리지널 애니메이션 작품이며, 제목은 '올 리테이크'를 의미하는 애니메이션 업계 용어에서 가져왔다.

## 줄거리
고등학교 졸업 후부터 애니메이터로서 활약해, 순식간에 감독 데뷔를 완수한 히로세 나츠코는, 사회 현상이 될 정도의 대히트 작품을 다루고, 신진 기예의 천재 감독으로서 세상으로부터 평가되고 있었다.
2019년 9월, 팬으로부터 기대되는 나츠코는, 다음번의 감독 작품으로서 극장 러브 코미디 작품 「첫사랑 퍼스트 러브」를 담당하게 된다. 하지만 사람을 좋아하게 된 경험이 없는 나츠코는 첫사랑을 이해하지 못하고 영화 제작이 막힌다. 누구에게도 상담하는 일 없이 작업을 계속하고 있던 나츠코였지만, 부주의로부터 썩은 참치 도시락을 먹고, 죽어 버린다.
눈치 채면 나츠코는 낯선 세계에 쏟아져 나왔다. 거기는 어릴 적부터 반복적으로 보고 있던 영화 '멸망하는 이야기' 속이었다. 나츠코는 포켓에 들어가 있던 탭에 지시되어 '그리기'로 세계를 구해 가게 된다.

## 등장인물
히로세 나츠코(広瀬ナツ子)
성우 - 나가세 안나
애니메이션 감독, 애니메이터를 직업으로 하는 22세의 여성. 취미는 먹는 것. 가족은 등장하지 않는다.
츠루야마 카메타로(鶴山亀太郎)
성우 - 사카키바라 요시코
《멸망하는 이야기》의 감독이며 나츠코의 인생을 결정 붙인 인물. 급사한 뒤 새의 모습으로 환생하여 자신의 이야기를 마음대로 수정해 나츠코에게 붙어 뜬다.
루크 브레이브하트(ルーク・ブレイブハート)
성우 - 우라 카즈키
영화 《멸망하는 이야기》의 주인공이며 나인 솔저의 중심적 존재.
유니오(ユニオ)
성우 - 쿠기미야 리에
나인 솔저의 일원. 짐승의 나라 출신으로, 루크의 수호수.
메메룬(メメルン)
성우 - 스즈키 미노리
나인 솔저의 일원. 바람의 나라 출신의 수백 년을 사는 엘프.
QJ
성우 - 스야마 아키오
나인 솔저의 일원. 기계 장치의 나라 출신.
저스티스(ジャスティス)
성우 - 박로미
데스티니 하트워밍(デステニー・ハートウォーミング)
성우 - 이와미 마나카

## 스태프
- 원작 - 야마사키 미츠에, 우에노 키미코, MAPPA
- 감독·음향 감독 - 야마사키 미츠에
- 부감독 - 노로 스미에
- 시리즈 구성·각본 - 우에노 키미코
- 캐릭터 원안·세계관 설정 - 츠지노 요시테루
- 캐릭터 디자인 - 이시카와 카요코
- 미술 감독 - 시마다 아키오, 사카모토 하루나
- 색채 설계 - 스에나가 준코
- 촬영 감독 - 후지타 켄타
- 편집 - 타케미야 무츠미
- 음향 제작 - dugout
- 음악 - 하시모토 유카리
- 치프 프로듀서 - 하야시다 노리히로, 야마구치 케이, 베니야 요시카즈, 소토카와 아키히로, 우에키 타츠야, 나가부치 요스케
- 프로듀서 - 오다 켄타, 이케다 토모카즈, 야마우치 미라이, 하기와라 미카, 호사카 타카노리, 카타야마 요우
- 애니메이션 프로듀서 - 오가와 타카히로
- 프로듀스 - 트윈 엔진
- 애니메이션 제작 - MAPPA
- 제작 - 전수. 제작위원회

## 주제가
Zen
BAND-MAID에 의한 오프닝 테마. 작사는 SAIKI, 작곡·편곡은 BAND-MAID.
그저, 너의 모습 그대로(ただ、君のままで)
Sou에 의한 엔딩 테마. 작사·작곡·편곡은 세나 와타루.

## 에피소드 목록
| 화수   | 제목           | 그림 콘티                                 | 연출                                                      | 작화 감독 | 총작화 감독                                                             | 방송일   |
| ------ | -------------- | ----------------------------------------- | --------------------------------------------------------- | --- | ----------------------------------------------------------------------- | -------- |
| 제1화  | 始線。 시선.   | 야마사키 미츠에                           | 노로 스미에                                               | 하야카와 카즈코 이즈미자카 츠카사 나카모토 나오 | 이시카와 카요코                                                         | 1월 5일  |
| 제2화  | 死守。 사수.   | 요시다 리사코 이타노 이치로               | 콘도 아이                                                 | 카와무라 아키오 노자키 신이치 큐 메이테츠 신은아 이즈미자카 츠카사 하야카와 카즈코 이마오카 다이                                                                                           | 타카하라 슈지                                                           | 1월 12일 |
| 제3화  | 運命。 운명.   | 소에지마 야스후미                         | 소에지마 야스후미                                         | 히다카 마유미 시마모토 논 카토 쿠미코 나카무라 카즈요 요시다 하지메 신은아 박서정 소은지 所沢映画 原涵妮 이문룡 孫一銘 包佳儀                                                              | 이시카와 카요코 스미모토 에츠코                                         | 1월 19일 |
| 제4화  | 永遠。 영원.   | 야마사키 미츠에                           | 이시카와 이호                                             | 아오키 아키히토 노자키 신이치 와다 신이치 이시민 | 이시카와 카요코 하야카와 카즈코                                         | 1월 26일 |
| 제5화  | 正義。 정의.   | 이마다 신지                               | 이마다 신지                                               | 카토 마사유키 시마다 치히로 스가와라 히로키 나카모토 나오 무라카미 류노스케 야마다 카오리 큐 메이테츠 신은아 홍현숙                                                                        | 이시카와 카요코 쿠도 유카 陳韋寧                                        | 2월 2일  |
| 제6화  | 変化。 변화.   | 오오미네 테루유키 코바야시 히로시         | 마츠다 키요시 오카모토 야스토모                           | 카와무라 아키오 히다카 마유미 소우자키 노부요시 와다 신이치 스미모토 에츠코 나카쿠마 타이치 카네코 마사시 스가와라 히로키 타테이시 료코 시바타 시로 所沢映画 하기와라 아사히 孫一銘 蘇子緯 | 이시카와 카요코 스미모토 에츠코                                         | 2월 9일  |
| 제7화  | 初恋。 첫사랑. | 이가라시 키오                             | 이가라시 키오                                             | 所沢映画 하기와라 아사히 東南枝 蘇卓明 周鵬 孫一銘 包佳儀 林卓宇 殷鈞濤 湯君琰 田羽晗歌 孑立君 신은아 홍현숙 李晨晨 薛雨欣 시마다 치히로                                                   | 이시카와 카요코 하야카와 카즈코                                         | 2월 16일 |
| 제8화  | 告白。 고백.   | 임가희                                    | 임가희                                                    | 나카무라 카즈요 스기노 노부코 카토 마사유키 노자키 신이치 큐 메이테츠 | 이시카와 카요코 陳韋寧                                                  | 2월 23일 |
| 제9화  | 勇者。 용사.   | 마츠다 키요시 요시다 리사코 이가라시 키오 | 노로 스미에                                               | 카타야마 미유키 카토 마사유키 카와무라 아키오 카네코 마사시 시마다 토시히코 시바타 시로 신은아 김현아 박서정                                                                               | 이시카와 카요코 스미모토 에츠코                                         | 3월 2일  |
| 제10화 | 混乱。 혼란.   | 이마다 신지                               | 야마사키 미츠에 츠치야 요헤이 미야케 카즈오 게시 타카히로 | 카네다 에이지 아오키 아키히토 노자키 신이치 임주은 타테이시 료코 카와무라 아키오 스가와라 히로키 카네코 마사시 큐 메이테츠 廖家楽人 신은아 蘇子緯 蘇卓明 沈奕婷 東南枝                     | 이시카와 카요코 아키타 마나부 陳韋寧                                    | 3월 9일  |
| 제11화 | 絶望。 절망.   | 시시도 준                                 | 시시도 준                                                 | 시마다 치히로 스에자와 타쿠야 임주은 와다 신이치 所沢映画 原涵妮 巻毛鼠 林卓宇 東南枝 沈奕婷 周鵬 殷鈞濤 蘇卓明                                                                            | 이시카와 카요코 하야카와 카즈코 타카하라 슈지 스미모토 에츠코 張昀      | 3월 16일 |
| 제12화 | 全修。 전수.   | 야마사키 미츠에 코바야시 히로시           | 야마사키 미츠에 노로 스미에 이시카와 이호 이가라시 키오   | 나카쿠마 타이치 나카무라 카즈요 히다카 마유미 타테이시 료코 노자키 신이치 요시자키 마사히로 와다 신이치 큐 메이테츠 墨錦 蘇子緯 蘇卓明 湯君琰 姚佳男 東南枝 殷鈞濤 周鵬 巻毛鼠             | 이시카와 카요코 아키타 마나부 張昀 陳韋寧 스미모토 에츠코 타카하라 슈지 | 3월 23일 |